# Paralia Diaskari
Diaskari (griechisch Παραλία Διασκάρι Paralia Diaskari) ist ein Strand im Südosten der griechischen Insel Kreta. Er liegt an der Bucht von Makrygialos (Όρμος Μακρυγιαλού) des Libyschen Meeres und gehört zur Ortsgemeinschaft Pefki (Πεύκοι) der Gemeinde Sitia (Σητεία).

## Lage und Beschreibung
Diaskari liegt etwa 400 Meter südöstlich des vom Tourismus geprägten Ortes Analipsi (Ανάληψη), der nach Westen in den Ort Makrygialos (Μακρυγιαλός) mit seinem Hafen übergeht. Während Makrygialos zur Gemeinde Ierapetra gehört, sind Analipsi wie auch der Strand Diaskari Teil der östlichsten Gemeinde Kretas Sitia. Im Südosten wird Diaskari durch den Hügel Vigla (Βίγλα) begrenzt, auf dem sich eine minoische Siedlung befand, die nach dem Strand heute ebenfalls die Bezeichnung Diaskari trägt. Hinter Vigla schließt sich der Strand Langada (Παραλία Λαγκάδα) an.

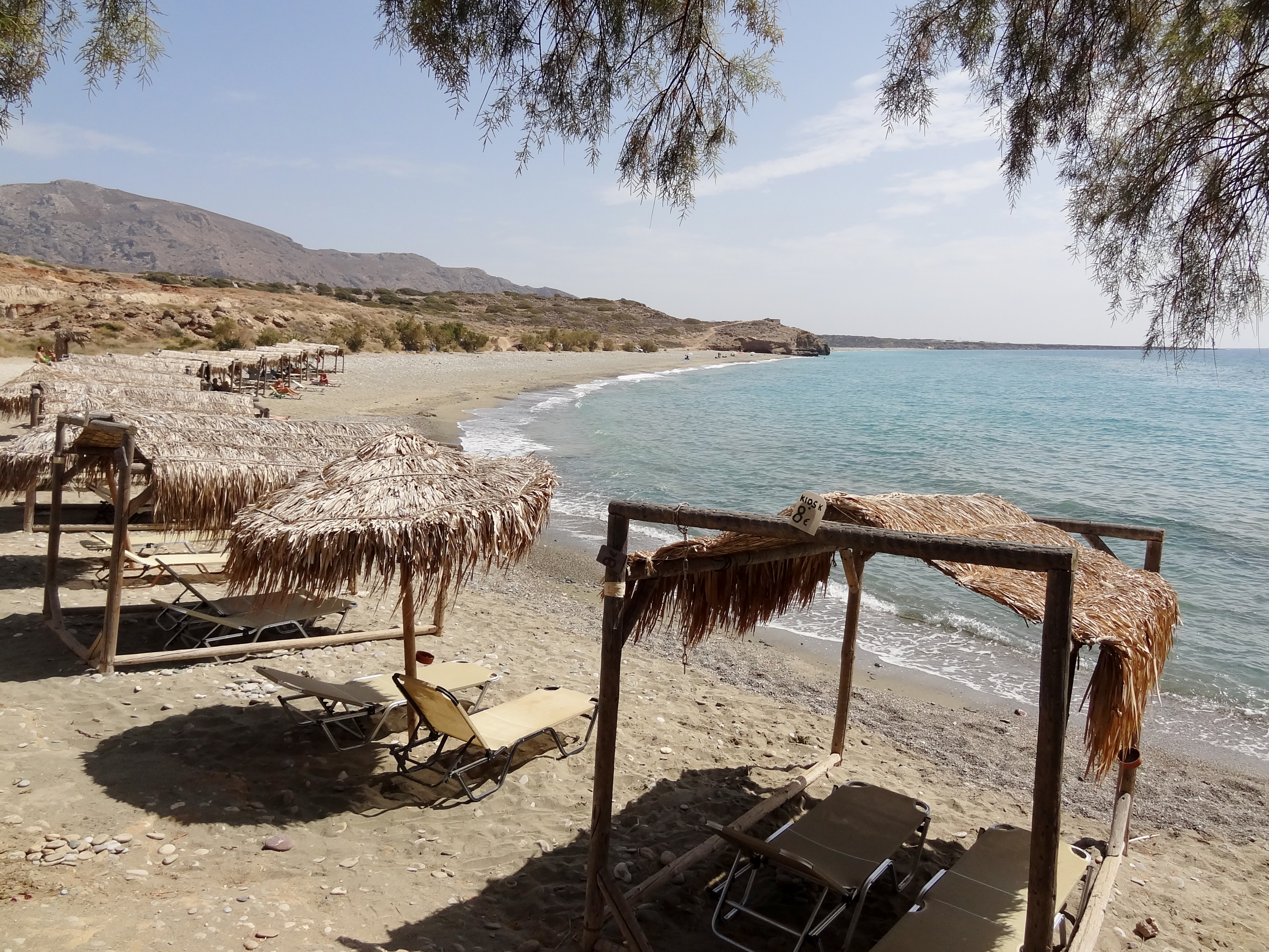
Liegenverleih im Nordwesten

Das Hinterland des Strandes Diaskari ist unbebaut. In ungefähr 200 Metern Entfernung von der Küste stehen einige Gewächshäuser, die von Olivenhainen umgeben sind. Am nordwestlichen Ende des Strandes stehen die Gebäude einer Taverne, die aus dem Umbau eines Stalles entstand, und eine als „Diaskari-Villa“ bezeichnete Unterkunft, ein ehemaliges Lagerhaus. Zwischen beiden und einem weiteren Gebäude, in dem früher Oliven gepresst wurden, führt die asphaltierte schmale Straße zum Strand. In der Taverne werden wenige Strandliegen unter Schilfdächern vermietet. An den und um die Gebäude stehen einige ältere Tamariskenbäume.
Der Strand Diaskari hat eine Länge von 360 Meter, seine maximale Breite beträgt 35 Meter. Kiesel- und Sandflächen wechseln sich ab. Im vom Meer abgewandten Bereich liegen kleine Steine verteilt. Die hintere Begrenzung wird von niedrigen Tamarisken gesäumt. Dort führt ein unbefestigter Fahrweg bis etwa zur Mitte des unbewachten Strandes, wo sich ein Fußweg über den Vigla nach Langada anschließt. Diaskari wurde 1996 als Badegewässer ausgewiesen. Seit 2010 wird die Wasserqualität regelmäßig nach der EG-Badegewässerrichtlinie überprüft und seit 2012 immer mit ausgezeichnet bewertet. An einigen Strandabschnitten bilden Felsplatten den Uferbereich. Unter dem Hügel Vigla an der Südostseite des Strandes säumt eine Grotte die Felswand. Zwischen Diaskari und Langada liegt die kleine Höhle Karavospilios (Καραβόσπηλιος ‚Schiffshöhle‘)', die nur von der Meerseite erreichbar ist.

## Zugang
Am östlichen Ortsausgang von Analipsi führt von der Straße nach Pilalimata (Πιλαλήματα) ein asphaltierter Fahrweg in Richtung Küste. Über diesen erreicht man nach etwa 380 Metern die Gebäude der „Diaskari-Villa“ und die Taverne. Hinter den Gebäuden beginnt der Strand.